# Watt Ridge
Il Watt Ridge è una dorsale antartica, lunga 13 km, che si estende a nordovest del Monte Llano e termina sul fianco est del Ghiacciaio Barrett, nelle Prince Olav Mountains, catena montuosa che fa parte dei Monti della Regina Maud, in Antartide.
La denominazione è stata assegnata dall'Advisory Committee on Antarctic Names (US-ACAN) in onore del capitano di corvetta Robert C. Watt, della U.S. Navy, ufficiale addetto alle forniture nel corso dell'operazione Deep Freeze del 1964.